# بيتر بيكيت
بيتر بيكيت (بالإنجليزية: Peter Beckett)‏ هو كاتب أغاني ومغني وعازف قيثارة ومغن مؤلف أسترالي، ولد في 10 أغسطس 1948.

## وصلات خارجية
- الموقع الرسمي
- بيتر بيكيت على موقع IMDb (الإنجليزية)
- بيتر بيكيت على موقع ميوزك برينز (الإنجليزية)
- بيتر بيكيت على موقع ديسكوغز (الإنجليزية)
- بيتر بيكيت على موقع قاعدة بيانات الفيلم (الإنجليزية)